# Váceos

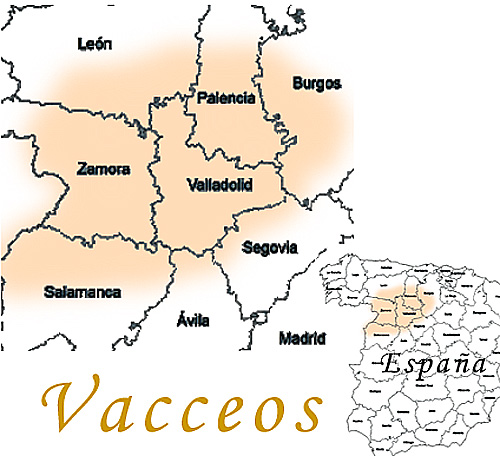
Localização aproximada dos váceos

Ethnographic Iberia 200 BCE-es

Os Váceos podem ser considerados como o primeiro povo com presença estável na Meseta Norte, segundo os documentos históricos. A sua existência está provada pelo menos desde o século III a.C.. Políbio relata - ainda que não tenha sido testemunha directa - a tomada por Aníbal, em 220 a.C., das cidades váceas de Helmântica (Salamanca) e Arbúcala (El Viso de Bamba, província de Zamora).

## Origens e descendência étnica
Os Váceos são habitualmente considerados dentro do grupo dos Celtiberos, e a sua origem remonta ao substrato indígena ibero-lígure. Um complexo processo de evolução local, com a entrada de elementos procedentes de outras culturas, quer por consequência da incorporação de novos elementos étnicos ou pelos contactos com outros povos vizinhos, terá, como consequência, a civilização vácea.
Outras teorias mais recentes focam os Váceos como um povo de origem celta, pertencente ao grupo dos belóvacos, que se terão deslocado do Norte da Europa por volta do ano 600 a.C., juntamente com outros povos do grupo celta, como consequência da pressão exercida pelos Germanos, alcançando as terras do interior peninsular na primeira metade do Predefinição:-sec, juntamente com outros povos, como os Arévacos (nome que se traduz para Váceos Orientais).